# يوري تكاشينكو
يوري تكاشينكو (بالأوكرانية: Юрій Олегович Ткаченко)‏ هو اقتصادي أوكراني، ولد في 12 نوفمبر 1972 في بولهراد في أوكرانيا.